# The Walking Deceased – Die Nacht der lebenden Idioten
The Walking Deceased – Die Nacht der lebenden Idioten (Originaltitel: Walking with the Dead) ist eine US-amerikanische Horrorkomödie des Regisseurs Scott Dow aus dem Jahr 2015. Sie stellt eine Parodie zur AMC-Horrorserie The Walking Dead dar. Der Film hatte ein Budget von 1,25 Millionen US-Dollar.

## Handlung
Sheriff Lincoln erwacht nach 5 Wochen aus einem Koma und muss feststellen, dass die Welt eine Zombieseuche ereilt hat. Kurzerhand schließen sich er und sein Sohn mit anderen noch Lebenden zusammen, die die Namen seiner Lieblingsorte tragen (Green Bay, Chicago, Brooklyn und Harlem). Zudem konnte der Zombie Romeo die Gruppe davon überzeugen, dass er kein Zombie, sondern nur ein wenig langsam ist. Die Gruppe muss ihr Camp in einem Einkaufszentrum verlassen, um sich auf den Weg zu einem angeblich sichereren Ort zu machen. Sie finden Unterschlupf auf einer Farm, die sie gegen eintreffende einzelne Zombies verteidigen. Vor der großen Bedrohung schützt sie ein Zaun, doch allmählich wird der Druck der drängenden Zombies zu groß und sie überwinden die Barriere. Im Radio hört die Gruppe, dass es inzwischen gelungen ist ein Heilmittel gegen die Zombieseuche zu entwickeln, das über das Trinkwasser verbreitet wird und bei Kontakt die Infizierten heilt. So verteidigt sich die Gruppe beim nächsten großen Angriff nicht mit Waffen, sondern mit einem Wasserstrahl.

## Hintergrund
The Walking Deceased – Die Nacht der lebenden Idioten ist eine Filmparodie des beliebten Formats The Walking Dead im Stil von Scary Movie, teilweise wird auch auf Warm Bodies, Twilight und Zombieland angespielt. Die Erzählung ist dem Vorbild stark nachempfunden, so erwacht Sheriff Lincoln wie sein serielles Gegenstück Rick Grimes aus einem Koma und hat dadurch den Beginn der Zombie-Pandemie verschlafen. Sohn Chris nennt er immer wieder versehentlich Carl, damit wirklich jeder versteht, dass hier Carl Grimes veralbert wird.

## Kritik
„Gerade die Figurenkonstellationen der Show und ihre hier besonders präsente zweite Staffel liefern theoretisch Material für schönen Ulk, […][aber] es ist die Art Filmparodie, die man entweder auf dem Smartphone oder in Momenten absoluter Verzweiflung schaut, weil ein beknackter Zombie immer noch besser ist als gar kein Zombie.“